# Rock or Bust
Rock or Bust es el decimosexto álbum de estudio de la banda de hard rock australiana AC/DC. Fue lanzado internacionalmente como decimoquinto álbum de estudio de la banda y el decimosexto que se publica en Australia. Es el álbum de estudio más corto jamás lanzado por la banda; con menos de 35 minutos.
Rock or Bust alcanzó el puesto # 1 en 12 países, incluyendo Australia, Canadá, Alemania y Suecia. Alcanzó el top 5 en otros 12 países, incluyendo Nueva Zelanda, el Reino Unido, los Estados Unidos e Italia, Y se estima a día de hoy más de 8 millones de ventas.
Este fue el último álbum de la banda con su vocalista Brian Johnson debido a su problema de audición siendo reemplazado en la gira por Axl Rose,el bajista Cliff Williams debido a su retiro y el baterista Phil Rudd que fue sustituido debido a problemas judiciales, esto hasta el regreso de los tres en 2020 para grabar el álbum Power Up.

## Descripción general
Lanzado el 2 de diciembre de 2014, Rock or Bust es el primer disco lanzado desde Black Ice en 2008.
Rock or Bust es el primer álbum de la banda sin el miembro fundador y guitarrista Malcolm Young, quien dejó la banda en 2014 por motivos de salud. La salida de Malcolm se aclaró por la banda y su gestión, diciendo que Malcolm fue oficialmente diagnosticado con demencia y posiblemente nunca volverá a tocar.
Antes de que el álbum fuera anunciado oficialmente, Brian Johnson admitió que era difícil hacer el álbum sin Malcolm Young. Él trajo consigo la idea de que el álbum podría llamarse Man Down, pero creyeron que el título era demasiado negativo hacia la situación de Malcolm y la salud en general.

## Promoción
En 2015, la banda se embarcó en una gira mundial para promover Rock or Bust y celebrar el aniversario 40 de la banda.
En febrero de 2016, Brian Johnson, sale de la banda debido a problemas auditivos y es remplazado por el vocalista de Guns N' Roses, Axl Rose, a partir de abril del mismo año.
La gira acabó en septiembre de 2016, tras esto el bajista de la banda Cliff Williams abandonó la banda porque sentía que ya no valía la pena seguir por más tiempo.

## Grabación
El álbum fue grabado en Almacén Productora en Vancouver, Canadá con el productor Brendan O'Brien y el mezclador Mike Fraser.

## Sencillos
El primer sencillo Play Ball fue utilizado por primera vez el 27 de septiembre de 2014 en un tráiler de la Liga mayor de Béisbol TBS.
El segundo sencillo, Rock or Bust fue lanzado oficialmente el 17 de noviembre, junto con el vídeo oficial de la canción, filmado en frente de 500 aficionados en Londres el 4 de octubre. La canción se filtró por accidente en Youtube cuando fue subido a la cuenta en lugar de Play Ball.

## Lista de canciones
Todas las canciones compuestas por Angus Young y Malcolm Young.

| N.º | Título                         | Duración |  |
| 1.  | «Rock or Bust»                 | 3:04     |  |
| 2.  | «Play Ball»                    | 2:47     |  |
| 3.  | «Rock the Blues Away»          | 3:24     |  |
| 4.  | «Miss Adventure»               | 2:56     |  |
| 5.  | «Dogs of War»                  | 3:35     |  |
| 6.  | «Got Some Rock & Roll Thunder» | 3:22     |  |
| 7.  | «Hard Times»                   | 2:44     |  |
| 8.  | «Baptism by Fire»              | 3:30     |  |
| 9.  | «Rock the House»               | 2:43     |  |
| 10. | «Sweet Candy»                  | 3:10     |  |
| 11. | «Emission Control»             | 3:41     |  |

## Personal
- Brian Johnson – voz principal y coros
- Angus Young – guitarra principal
- Stevie Young – guitarra rítmica y coros
- Cliff Williams – bajo y coros
- Phil Rudd – batería y percusiones